# An ninh lương thực

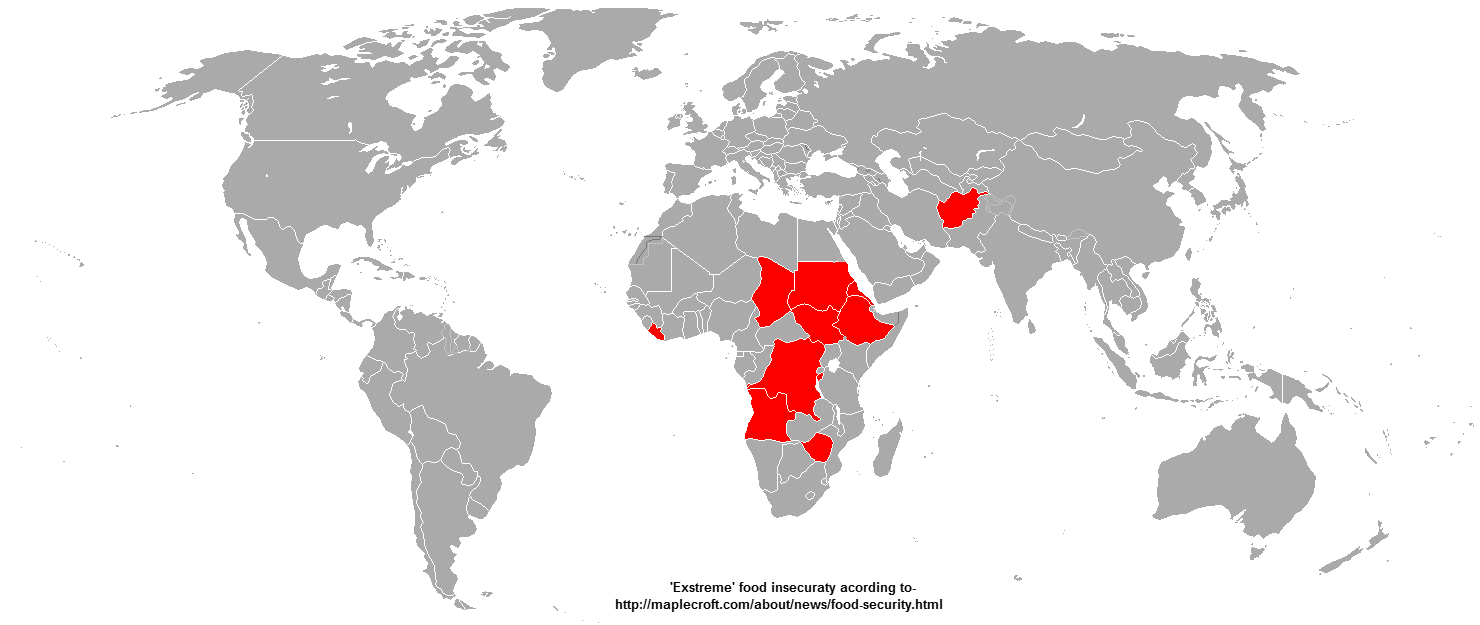
Những nước thiếu lương thực 'trầm trọng' (2010)

An ninh lương thực hay an ninh lương thực quốc gia được hiểu là sự đảm bảo của mỗi quốc gia về nguồn cung cấp lương thực cho người dân để hạn chế và đẩy lùi tình trạng thiếu lương thực, nạn đói và tình trạng phụ thuộc vào nguồn lương thực nhập khẩu. Theo định nghĩa của FAO thì An ninh lương thực là mọi người có quyền tiếp cận các thực phẩm một cách an toàn, bổ dưỡng, đầy đủ mọi lúc mọi nơi để duy trì cuộc sống khỏe mạnh và năng động.
Việc bảo đảm an ninh lương thực quốc gia được nhiều nước đặt lên vai trò quan trọng trong chương trình nghị sự và hành động của quốc gia mình đặc biệt là việc ưu tiên phát triển nông nghiệp. Trong thời đại ngày nay, vấn đề an ninh lương thực còn là vấn đề toàn cầu và là mối quan tâm chung của toàn nhân loại với sự ảnh hưởng của hiện tượng biến đổi khí hậu, ô nhiễm môi trường,gia tăng dân số và Đại dịch Covid-19

## Phạm vi
Theo cách hiểu của thế giới qua nhiều lần bổ sung, phát triển thì có một số cách hiểu như:
- An ninh lương thực là lúc nào cũng có đủ nguồn cung cấp lương thực, thực phẩm cơ bản của thế giới để đảm bảo việc tiêu dùng lương thực, thực phẩm ngày một nhiều hơn và để bù đắp được những biến động trong sản xuất và giá cả, theo đó,an ninh lương thực không chỉ là vấn đề sản xuất mà bao gồm cả vấn đề chất lượng thực phẩm, giá cả.[3]
- Đảm bảo tất cả mọi người lúc nào cũng tiếp cận được về mặt vật lý và kinh tế đối với nguồn lương thực mà họ cần
- Tất cả mọi người lúc nào cũng tiếp cận được với đủ lương thực, thực phẩm để đảm bảo một cuộc sống khoẻ mạnh và năng động
- An ninh lương thực ở các cấp độ cá nhân, hộ gia đình, khu vực và toàn cầu khi tất cả mọi người lúc nào cũng tiếp cận được về mặt vật lý và kinh tế đối với nguồn lương thực đầy đủ, an toàn và đảm bảo dinh dưỡng, để đáp ứng nhu cầu bữa ăn và sở thích đối với thức ăn, nhằm đảm bảo một cuộc sống năng động và khoẻ mạnh.
- An ninh lương thực là tình trạng khi tất cả mọi người lúc nào cũng tiếp cận được về mặt vật lý, xã hội và kinh tế đối với nguồn lương thực đầy đủ, an toàn và đảm bảo dinh dưỡng để đáp ứng nhu cầu bữa ăn và sở thích đối với thức ăn nhằm đảm bảo một cuộc sống năng động và khoẻ mạnh.
- An ninh lương thực còn hiểu theo nghĩa rộng, nghĩa là an ninh lương thực của đất nước phải chuyển dịch từ khả năng chỉ có lúa gạo sang các vấn đề toàn diện hơn là an ninh và cân bằng dinh dưỡng, an toàn thực phẩm cũng như khả năng cung ứng các nguồn thức ăn cho chăn nuôi gia súc, gia cầm, thủy hải sản.[8]

## Tiêu chí

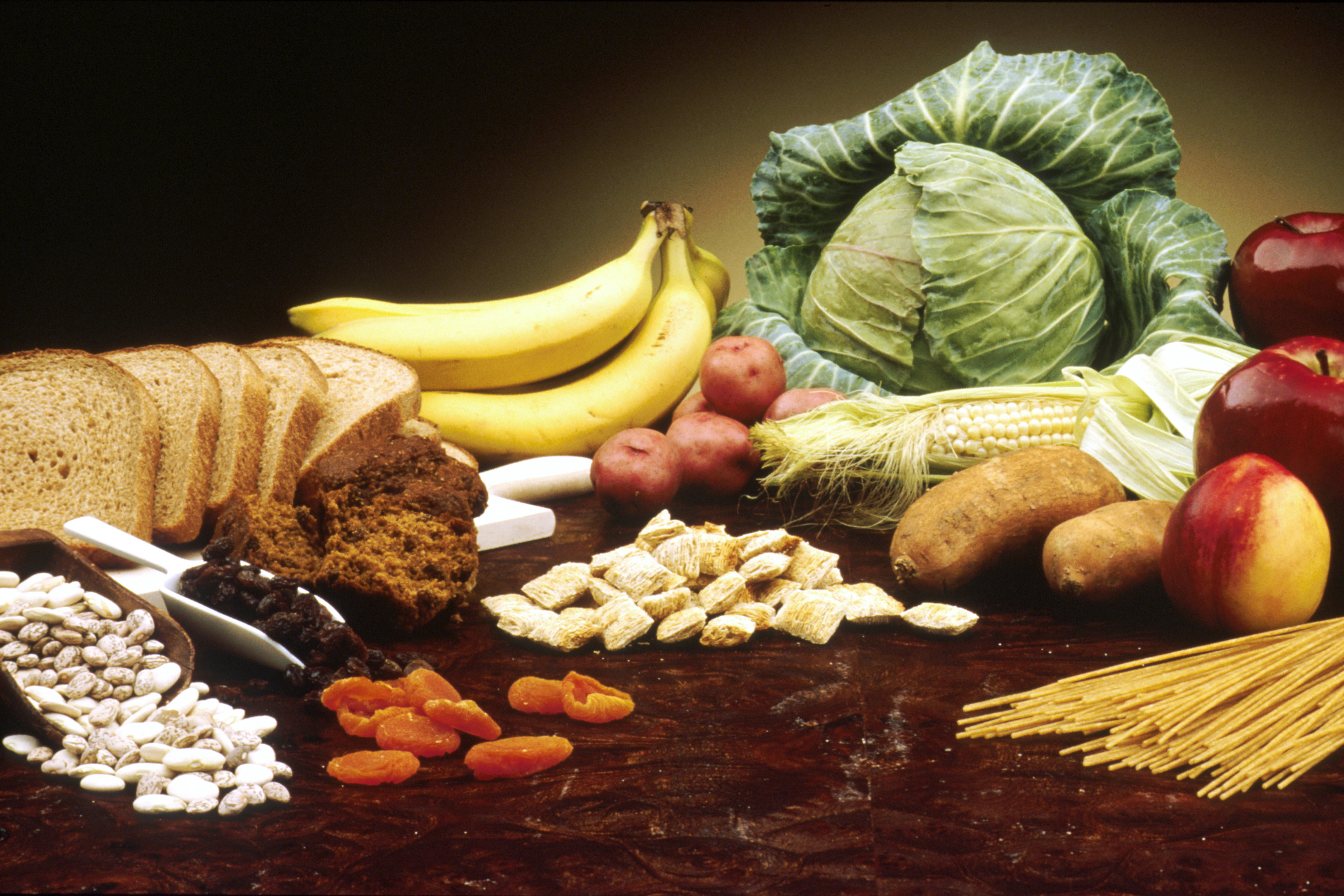
Một số loại thực phẩm thiết yếu bảo đảm an ninh lương thực

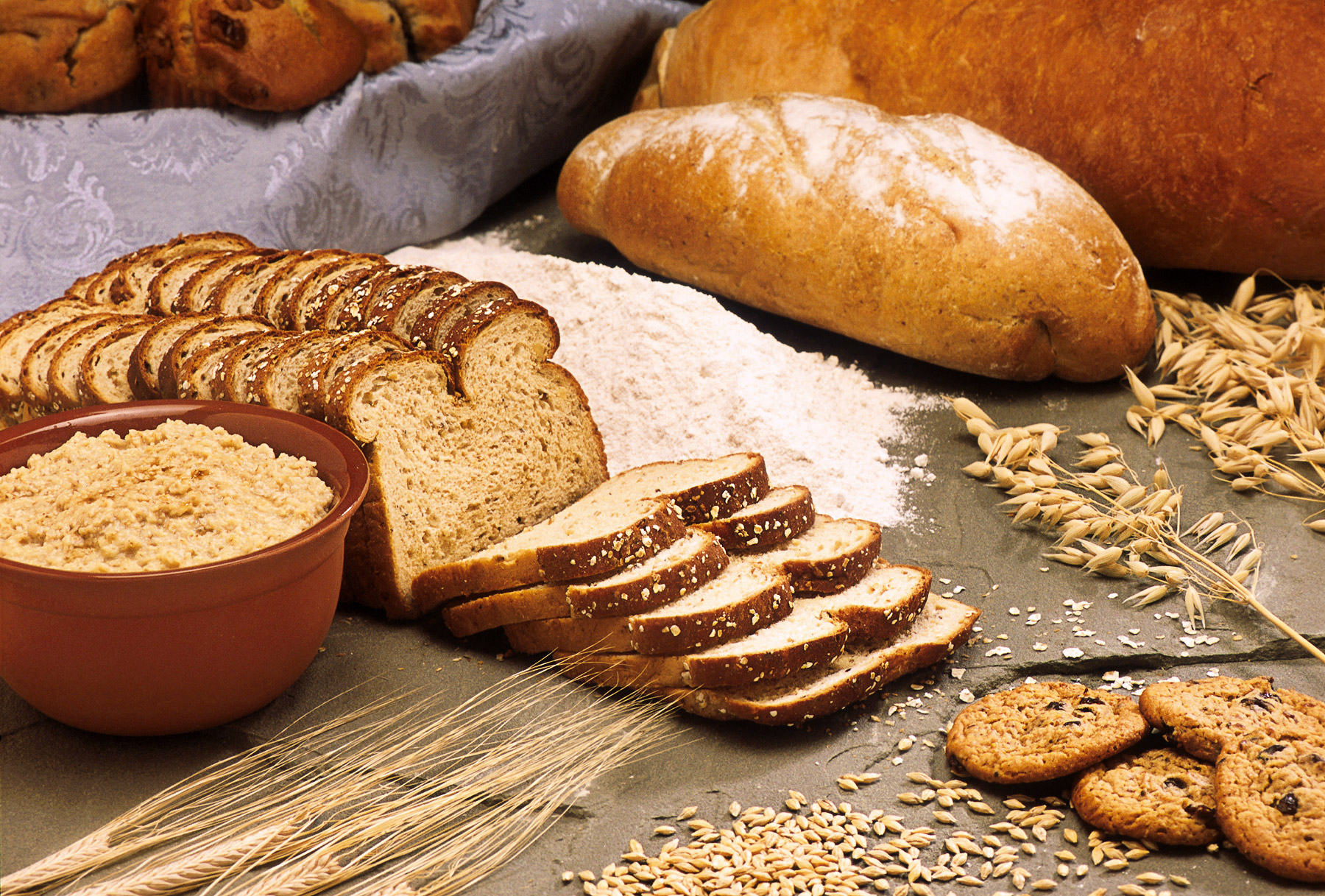
Các sản phẩm từ cây lương thực

Theo định nghĩa như trên thì có các tiêu chí để xét đến an ninh lương thực gồm:
Sự sẵn có lương thực: là đảm bảo có đủ khối lượng dự trữ lương thực ở một mức độ chất lượng phù hợp từ các nguồn sản xuất hoặc đầu vào khác ở trong nước hay nguồn thực phẩm dồi dào từ tự nhiên.
Tiếp cận lương thực: là khả năng của các cá nhân tiếp cận được với nguồn tài nguyên và các tài sản sở hữu khác để có được một lượng lương thực thích hợp với chế độ ăn uống dinh dưỡng. Ở cấp độ quốc gia, tiếp cận đối với lương thực được tính dựa trên mức giá của lương thực nhập khẩu và tỷ lệ nguồn chi cho lương thực nhập khẩu so với nguồn thu được từ xuất khẩu lương thực.
Ổn định lương thực: một quốc gia, dân tộc hoặc một hộ gia đình hoặc một cá nhân lúc nào cũng phải tiếp cận được với nguồn lương thực phù hợp. Không gặp phải rủi ro không tiếp cận được với lương thực do các cú sốc bất thường (như khủng hoảng khí hậu hoặc kinh tế) hoặc các hiện tượng chu kỳ (như mất an ninh lương thực theo mùa). Các yếu tố mới tác động đến độ ổn định của nguồn cung lương thực gồm:
- Môi trường tự nhiên: Đất đai, thổ nhưỡng, nguồn nước, khí hậu, hệ sinh thái.... đặc biệt là nguồn nước.[9]
- Thay đổi khí hậu và các biến động hàng năm và các tác động không thuận đối với ổn định sản lượng và tăng khả năng mất an ninh lương thực. Theo dự báo của Ủy ban liên chính phủ Liên hợp quốc về biến đổi khí hậu (IPCC), số lượng cá rạn san hô, cần thiết cho thực phẩm của người dân, có thể giảm xuống 20% vào năm 2050 do biến đổi khí hậu.[10]
- Tình trạng suy thoái ở mức độ báo động về môi trường ví dụ như ô nhiễm môi trường cũng như là tính tự túc của hệ thống sinh thái và nông-sinh thái toàn cầu, mất cân bằng sinh thái.
- Tác động của cải cách thương mại đối với giá cả và sản lượng (có thể do thay đổi mùa vụ), đặc biệt là tác động tiêu cực đến an ninh lương thực ở nông thôn nếu như điều này làm giảm giá cả thực tế theo hướng bất lợi cho nông dân trong nước.[11][12]

Tiêu dùng lương thực: tiêu dùng lương thực thông qua các chế độ ăn uống hợp lý, nước sạch, đảm bảo vệ sinh và y tế để đảm bảo dinh dưỡng khi tất cả các nhu cầu tâm sinh lý được đáp ứng.